# ريتشارد روبي
ريتشارد روبي (بالإنجليزية: Richard Roby)‏ مواليد 28 سبتمبر 1985 في سان بيرناردينو، هو لاعب كرة سلة أمريكي. بدأ مسيرته الاحترافية في سنة 2008. يلعب مع فريق أوساكا إفيسا في الدوري الياباني. يحمل الرقم 25. يبلغ طوله 6 قدم 5 بوصة (2.0 م).

## روابط خارجية
- ريتشارد روبي على موقع دوري كرة السلة الياباني للمحترفين (اليابانية)
- ريتشارد روبي على موقع كرة السلة الأوروبية.كوم (الإنجليزية)
- ريتشارد روبي على موقع كلية كرة السلة في سبورتس رفرنس.كوم (الإنجليزية)
- ريتشارد روبي على موقع ريلجم (الإنجليزية)
- ريتشارد روبي على موقع بروبوليرز (الإنجليزية)
- ريتشارد روبي على موقع سبورتس رفرنس (الإنجليزية)
- ريتشارد روبي على موقع سبورتس رفرنس (الإنجليزية)